# تیم ملی فوتبال بلغارستان

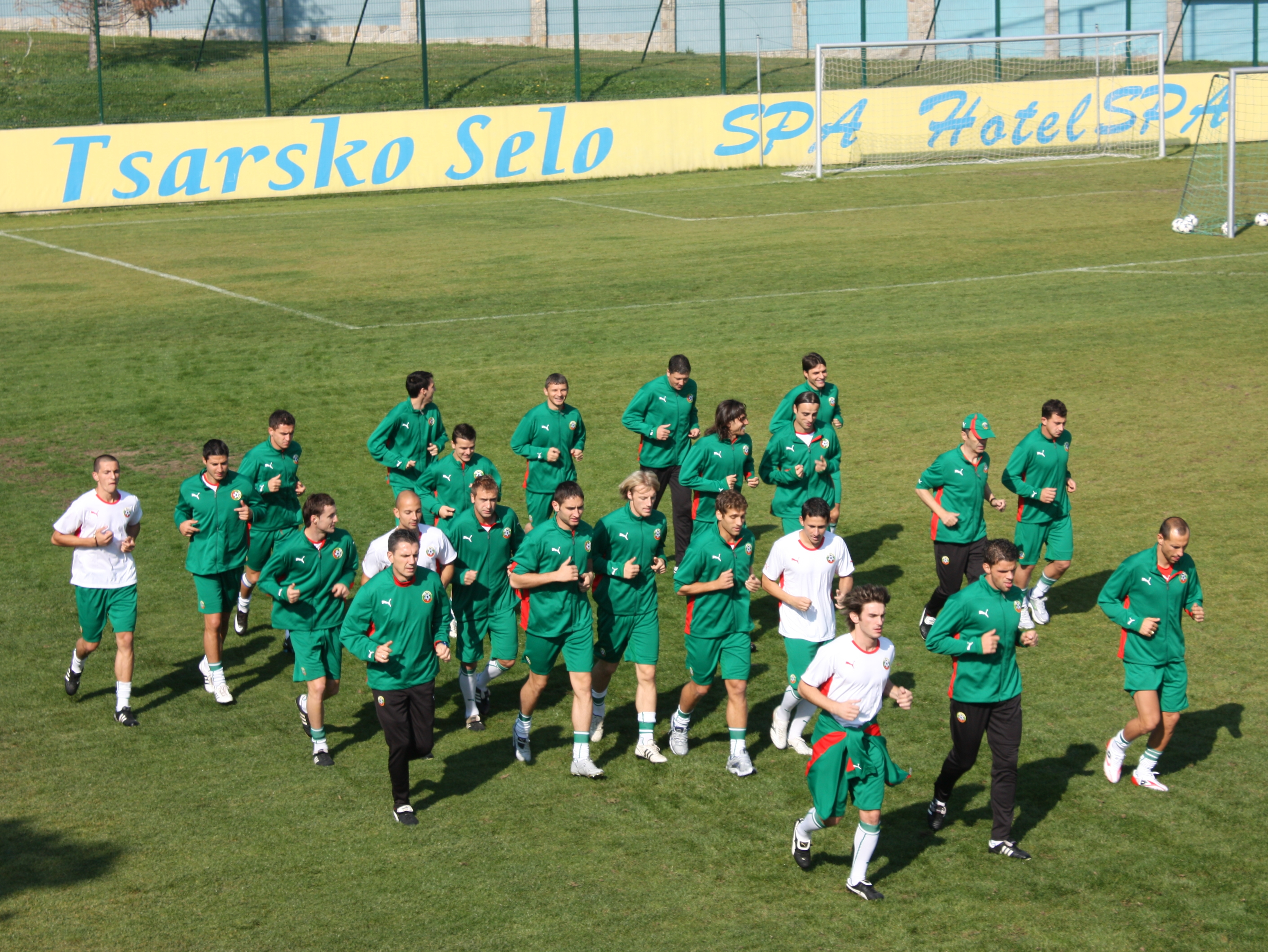

تیم ملی فوتبال بلغارستان (به بلغاری: Национа̀лен отбо̀р по фу̀тбол на Бълга̀рия) یک تیم فوتبال بین‌المللی است که به نمایندگی از کشور بلغارستان به میدان می‌رود. این تیم زیر نظر اتحادیه فوتبال بلغارستان فعالیت می‌کند. زمین خانگی این تیم ورزشگاه ملی وسل لفسکی واقع در شهر صوفیه است. بهترین عملکرد این تیم در جام جهانی در جام جهانی ۱۹۹۴ بود که آن‌ها توانستند تیم آلمان را شکست داده و به نیمه‌نهایی راه پیدا کنند، در آنجا به ایتالیا شکست خوردند و در نهایت مقام چهارم را در این جام بدست آوردند.